# Ананіно (Підосиновський район)
Ана́ніно (рос. Ананино) — присілок у складі Підосиновського району Кіровської області, Росія. Входить до складу Підосиновського міського поселення.

## Палеонтологія
У відкладах раннього тріасового періоду (нижній індський ярус) Ананіно знайдено викопні зразки темноспондила Tupilakosaurus.

## Населення
Населення становить 7 осіб (2010, 22 у 2002).
Національний склад станом на 2002 рік — росіяни 95 %.